# Auferstanden aus Ruinen
| [[:Image:\|"Auferstanden aus Ruinen"]] |
| [[Fitxer:\|180px\|noicon]]             |
|                                        |
|                                        |

Bandera de la RDA

Auferstanden aus Ruinen (en català, Alçats de les ruïnes), esdevingué l'himne oficial de la República Democràtica d'Alemanya entre 1949 i 1990, període comprès entre la seva creació i la reunificació amb la RFA. La lletra fou escrita pel poeta Johannes Becher, acompanyada de la música de Hanns Eisler.
El text va ser redactat de manera que coincidís amb la melodia de Das Lied der Deutschen (en català, La cançó dels alemanys), l'anterior -i actual- himne d'Alemanya. En el moment de la reunificació, el màxim dirigent de la RDA, Lothar de Maizière, va proposar d'incloure la lletra a l'himne de l'Alemanya reunificada, petició que va ser rebutjada pel canceller Helmut Kohl.